# Gigantura
Gigantura is een geslacht van straalvinnige vissen uit de familie van telescoopvissen (Giganturidae). Het geslacht is voor het eerst wetenschappelijk beschreven in 1901 door Brauer.

## Soorten
- Gigantura chuni Brauer, 1901
- Gigantura indica Brauer, 1901